# Meiko (programari)
Meiko (メ イ コ Meiko - CRV1) és una llibreria per al programa sintetitzador de veu per a cant Vocaloid estrenat el 5 de novembre de 2004, és la primera veu de la companyia Crypton Future Media i la primera veu japonesa per al programa, desenvolupat originalment per Yamaha Corporation.
Meiko utilitzava l'antic sistema Vocaloid, l'antecessor de VOCALOID2, fins a l'any 2014 quan va ser actualitzada per al motor VOCALOID3 amb noves llibreries de veu trucades Meiko V3, igual d'obtenir la capacitat de cantar en anglès.
El nom Meiko procedeix del de la seva proveïdora de veu, Haigō Meiko (拝 郷 メ イ コ Haigō Meiko).

## Història
El 24 de juliol de 2003, l'àlbum Història de la lògica del sistema va incloure per primera vegada una cançó amb Vocaloids japonesos comercialment. Era una cançó a duo anomenada Any Subarashii Ai wo Ichido Mou (Aquest meravellós amor un cop més) i que estava cobert per la versió prototip de Meiko i Kaito per al primer motor de Vocaloid, abans del seu llançament.
Aquesta va vendre més de 3000 unitats en el seu primer any segons la revista DTM, això era anormal per a un programari sintetitzador en aquest moment. Això va ser molt millor que el seu contra part Kaito que havia venut només 500 unitats. Per tenir èxit, un programari sintetitzador va haver de vendre mil unitats.
A causa de l'èxit de Meiko seguit per l'èxit de Hatsune Miku, Crypton Future Media es va centrar en les veus femenines per als seus bancs de veu del VOCALOID2. Per això van ser també les expectatives comunes que les veus femenines es venen millor que les masculines.
Demostració
Any Subarashii Ai wo Ichido Mou

### Actualització
Es va confirmar que Meiko, Kaito rebrien un paquet Append per VOCALOID2. Més tard es va confirmar que Meiko es va avançar a Megurine Luka i Kaito en les actualitzacions. Crypton Future Media va realitzar una enquesta a 8000 persones, el que confirma les opinions positives cap a la actualització de Vocaloid, Crypton Future Media també va prendre nota d'aquestes opinions es va produir només des del nucli dels usuaris de Vocaloid i seguidors de la seva música. El 2009, la veu de Haigo Meiko es va posar a prova per veure com li aniria en contra del nou motor causa de la forma en què havia envellit, els resultats dels enregistraments van ser satisfactoris. Segons Haigo Meiko, a diferència del primer enregistrament de Vocaloid, la nova actualització era molt més relaxada i no es van afanyar a fer que la gravació s'acabés.
Meiko Append es va escoltar per primera vegada quan Oster Project la va usar en la cançó Lollipop Factory que va ser pujat l'1 de desembre de 2011. Es va dir en la descripció del vídeo que Oster Project va ser capaç d'utilitzar el voicebank per cortesia de Crypton Future Miedia. No obstant això, el Append Meiko, juntament amb Kaito Append, estaven destinats a ser Vocaloid 2. Però es va retardar encara més a causa del anunci de Vocaloid3 i els seus voicebanks no s'havien finalitzat encara, durant el llançament de Vocaloid3.
Meiko append va ser cancel·lada per realitzar noves gravacions amb el Vocaloid3.

### MEIKO V3
El juny de 2011 es va confirmar que Meiko Append encara s'estava treballant. Es deia que ella anava a sortir fins i tot abans de l'actualització de Kaito. Després es va donar a conèixer que sortiria després de Kaito per un suposat retard en els voicebanks de Meiko i Megurine Luka.
Després d'un llarg interval de temps, l'enregistrament de Meiko es va reprendre el novembre de 2011. Al cap de pocs dies, Meiko Haigo va anunciar que havia acabat de gravar el voicebank per complet. Membre de Crypton va afirmar que Meiko definitivament anava a rebre una actualització i que sortiria a l'estiu de l'any que ve.
Finalment el 4 de febrer de 2014, després de la llarga espera que havia patit el voicebank, va sortir a la venda Meiko V3.
Els bancs de veu que venen en el paquet són: Straight, Power, Whisper, Dark i Anglès. Una versió prova de Meiko Power s'ofereix en la seva Pàgina oficial, aquesta versió només dura 14 dies.

## Versions
| Paquet   | Llibreria | Gènere musical recomanat        | Tempo recomendado | Tessitura vocal |
| -------- | --------- | ------------------------------- | ----------------- | --------------- |
| MEIKO    | MEIKO     | Jazz, Enka, Dance               | S/R               | S/R             |
| MEIKO V3 | Power     | Rock, Metal, Alternative, Dance | 65-180BPM         | B2-F4           |
| MEIKO V3 | Straight  | Rock, Pop, Folk, Ethnic Tune    | 70-160BPM         | A2-E4           |
| MEIKO V3 | Dark      | Ballad, Jazz, Ethnic Tune       | 60-165BPM         | G2-C4           |
| MEIKO V3 | Whisper   | Ballads, Post-Rock, Electronic  | 65-150BPM         | A2-C4           |
| MEIKO V3 | ENG       | Rock Soft, Pop, Jazz            | 100-130BPM        | B2-B3           |

## Disseny del personatge
L'aparença de Meiko va canviar les expectatives dels bancs de Vocaloid, sent la primera veu en tenir una aparença. La il·lustració va ser feta per Shogo Washizu, un ex membre de Crypton. Crypton va col·locar aquest producte en el mercat amb una il·lustració de la caixa que representa un personatge femení l'aparença destaca el seu pèl curt color cafè, els seus ulls vermellosos i la seva pell blanca. De la seva roba destaquen un top color vermell amb detalls en blanc i negre i el seu mini faldilla del mateix to amb detalls en metàl·lic en negre i un cinturó blanc, acompanyats d'unes botes de taló color marró amb detalls en blanc.

## Màrqueting
Posar un personatge en el Boxart va resultar ser una estratègia de màrqueting reeixida. Va influir en el desenvolupament i l'art estil d'altres Vocaloids com Hatsune Miku. Encara que té una quantitat significativa de mercaderia, Meiko és igualment promoguda com els altres llibreries de veu de Crypton Future Media.
Menjar
Al Japó, un set de beguda especial anomenada "Meiko Rum Flavored Xocolates" i diversos paquets de marques de sake van ser comercialitzades sota la imatge d'aquest personatge.
Figuretes
Meiko té diverses figures basades en el personatge de la mateixa manera que clauers o altres objectes.
Videojocs
Meiko és un personatge principal jugable en la sèrie de videojocs Hatsune Miku: Project DIVA.

## Esdeveniments

### 39's Giving Day
És el primer concert a el que va aparèixer Meiko, va ser realitzat el 09 de març de l'any 2012 a Tòquio. Només va interpretar la cançó Change me.

### Mikupa 2013
El segon concert on va participar va ser al Mikupa l'any 2013 a Sapporo el 9 de febrer del 2013. Aquesta Vegada va interpretar la cançó  Piano×Forte×Scandal. Un mes després es va presentar a Kansai.

### Magical Mirai
El 30 d'agost de l'any 2013 es va presentar al Concert Magical Mirai a Tòquio. Novament va interpretar la cançó  Piano×Forte×Scandal. Un any Més tard, el 30 d'agost es va realitzar un show a Osaka i després el 20 de setembre a Tòquio. El 2015 es va presentar del 4 i 5 de setembre a Tòquio amb la cançó Nostalogic.

### Miku EXPO
L'any 2014 es va celebrar a Indonèsia aquest primer concert de Hatsune Miku. Aquest esdeveniment va comptar amb 3 xous en viu realitzats entre els dies 28 i 29 de març. Tots els Vocaloid de Crypton van participar i Meiko va interpretar Piano×Forte×Scandal. Mesos més tard també es van realitzar diversos mostres. Per a l'any 2015 es va presentar en el concert SNOW Miku LIVE! Els dies 7 i 8 de febrer. Després, al juny els dies 27 i 28 va tenir presentacions a Xangai, Xina, cantant Change me.

## Ús
Kaito i Meiko estan dissenyats per a ser la veu professional per a músics professionals. La seva veu es calcula per ser constant, directa i adequada per a qualsevol gènere musical. Ella està en condicions de cantar qualsevol cosa, des Pop, Rock, Jazz, R & B fins a cançons per a nens. El seu to general de veu és més fluid. Vocaloid té algunes funcions que Vocaloid2 no té, com la ressonància. Diferents usuaris poden utilitzar el voicebanks de manera molt diferent i es pot produir una àmplia gamma de resultats diferents dels mateix voicebanks amb la seva edició posterior mitjançant ressonàncies i altres funcions. Meiko havia estat llançada per al Vocaloid 1,0.Els usuaris que utilitzin Vocaloid 1,0 poden actualitzar-per mitjà de pegats. Hi ha moltes diferències entre les Versions 1.0 i 1.1, i sonen de forma diferent, fins i tot si s'ha editat de la mateixa manera. Les diferències principals són cant, temps i estil.